# Kevin Moran
Kevin Bernard Moran - em gaélico, Caoimhín Bearnard Ó Móráin (Dublin, 29 de abril de 1956) é um ex-futebolista irlandês.

## Carreira

### Clubes
Em clubes, atuou durante 20 anos, representando por mais tempo o Manchester United, onde jogou entre 1978 e 1988. Teve também passagens por Bohemians (onde iniciou a carreira em 1974), Sporting Gijón e Blackburn Rovers, deixando os gramados aos 38 anos de idade.

## Seleção
Moran jogou durante 14 anos pela Seleção Irlandesa (1980 a 1994). Não conseguiu disputar as Eurocopas de 1980 e 1984, nem as Copas de 1982 (a Irlanda ficou empatada com a França em pontos, mas foi eliminada no saldo de gols) e 1986, pois a Irlanda não conseguiu obter classificação para tais torneios, e ainda estava à sombra da vizinha Irlanda do Norte. Esteve próximo de jogar a Eurocopa de 1992, quando a Irlanda precisava derrotar a eliminada Turquia e torcer para que a Inglaterra não vencesse a Polônia (que também brigava pela vaga). Os irlandeses fizeram sua parte e derrotaram a Turquia por 3 a 1, mas Gary Lineker fez o gol da classificação do English Team aos 32 minutos da segunda etapa.
Seu primeiro torneio disputado com a camisa irlandesa foi a Eurocopa de 1988, quando já tinha 32 anos de idade. Participou da Copa de 1990, como titular, e também na Copa de 1994, aos 38 anos (foi o quarto jogador de linha mais velho da competição), mas não chegou a entrar em campo em decorrência de uma lesão. Após a participação no Mundial dos EUA, Moran encerrou a carreira, virando empresário de jogadores e também trabalhando como comentarista na rede de televisão TV3.